# Masteria pecki
Masteria pecki är en spindelart som beskrevs av Willis J. Gertsch 1982. Masteria pecki ingår i släktet Masteria och familjen Dipluridae.
Artens utbredningsområde är Jamaica. Inga underarter finns listade i Catalogue of Life.